# Halowe Mistrzostwa Europy w Lekkoatletyce 2023 – skok w dal kobiet
Skok w dal kobiet – jedna z konkurencji technicznych rozgrywanych podczas halowych lekkoatletycznych mistrzostw Europy w hali Ataköy Arena w Stambule.
Tytułu mistrzowskiego z 2021 nie broniła Maryna Bech-Romanczuk.

## Terminarz
| Data    | Godzina |              |
| ------- | ------- | ------------ |
| 4 marca | 11:10   | Kwalifikacje |
| 5 marca | 19:50   | Finał        |

## Rekordy
Tabela prezentuje halowy rekord świata, rekord Europy w hali, rekord halowych mistrzostw Europy, a także najlepsze osiągnięcia w hali na świecie i w Europie w sezonie 2023 przed rozpoczęciem mistrzostw.
|                                               | Zawodnik          | Wynik | Miejsce     | Data                |
| --------------------------------------------- | ----------------- | ----- | ----------- | ------------------- |
| Rekord świata                                 | Heike Drechsler   | 7,37  | Wiedeń      | 13 lutego 1988(dts) |
| Rekord Europy                                 | Heike Drechsler   | 7,37  | Wiedeń      | 13 lutego 1988(dts) |
| Rekord mistrzostw Europy                      | Heike Drechsler   | 7,30  | Budapeszt   | 5 marca 1988(dts)   |
| Najlepszy wynik na świecie w 2023 roku (hala) | Tara Davis        | 6,99  | Albuquerque | 17 lutego 2023(dts) |
| Najlepszy wynik w Europie w 2023 roku (hala)  | Milica Gardašević | 6,90  | Belgrad     | 18 lutego 2023(dts) |

## Wyniki

### Kwalifikacje
Awans: 6,65 m (Q) lub osiem najlepszych rezultatów (q).
| Poz. | Zawodnik              | Reprezentacja   | Próby | Próby | Próby | Wynik | Uwagi |
| Poz. | Zawodnik              | Reprezentacja   | 1     | 2     | 3     | Wynik | Uwagi |
| ---- | --------------------- | --------------- | ----- | ----- | ----- | ----- | ----- |
| 1.   | Ivana Vuleta          | Serbia          | 6,98  |       |       | 6,98  | Q, EL |
| 2.   | Malaika Mihambo       | Niemcy          | 6,41  | 6,62  | 6,87  | 6,87  | Q,    |
| 3.   | Khaddi Sagnia         | Szwecja         | 6,53  | x     | 6,74  | 6,74  | Q,    |
| 4.   | Jazmin Sawyers        | Wielka Brytania | 6,71  |       |       | 6,71  | Q     |
| 5.   | Annik Kälin           | Szwajcaria      | 6,50  | 6,70  |       | 6,70  | Q,    |
| 6.   | Larissa Iapichino     | Włochy          | 6,62  | 6,66  |       | 6,66  | q     |
| 7.   | Evelise Veiga         | Portugalia      | 6,32  | 6,40  | 6,53  | 6,53  | q,    |
| 8.   | Alina Rotaru-Kottmann | Rumunia         | 6,43  | 6,29  | 6,52  | 6,52  | q     |
| 9.   | Milica Gardašević     | Serbia          | 6,37  | 6,51  | 6,46  | 6,51  |       |
| 10.  | Fátima Diame          | Hiszpania       | x     | 6,48  | 5,72  | 6,48  |       |
| 11.  | Tiphaine Mauchant     | Francja         | 6,37  | 6,43  | 6,43  | 6,43  |       |
| 12.  | Diana Lesti           | Węgry           | x     | 6,40  | 6,38  | 6,40  | SB    |
| 13.  | Mikaelle Assani       | Niemcy          | x     | 6,23  | 6,38  | 6,38  |       |
| 14.  | Florentina Iusco      | Rumunia         | x     | 6,27  | 6,37  | 6,37  |       |
| 15.  | Filipa Kawiten        | Cypr            | 6,36  | 6,28  | 6,11  | 6,36  |       |
| 16.  | Jogailė Petrokaitė    | Litwa           | 6,00  | 6,22  | 6,26  | 6,26  |       |
| 17.  | Płamena Mitkowa       | Bułgaria        | 6,24  | 6,25  | x     | 6,25  |       |
| –    | Maryse Luzolo         | Niemcy          |       |       |       | DNS   |       |

### Finał
| Poz. | Zawodnik              | Reprezentacja   | Runda | Runda | Runda | Runda | Runda | Runda | Wynik | Uwagi   |
| Poz. | Zawodnik              | Reprezentacja   | 1     | 2     | 3     | 4     | 5     | 6     | Wynik | Uwagi   |
| ---- | --------------------- | --------------- | ----- | ----- | ----- | ----- | ----- | ----- | ----- | ------- |
| 01 ! | Jazmin Sawyers        | Wielka Brytania | 6,70  | x     | x     | 6,76  | 7,00  | 6,84  | 7,00  | WL · NR |
| 02 ! | Larissa Iapichino     | Włochy          | 6,64  | 6,74  | 6,77  | 6,75  | 6,91  | 6,97  | 6,97  | NR      |
| 03 ! | Ivana Vuleta          | Serbia          | 6,76  | 6,79  | 6,66  | 6,77  | 6,91  | 6,90  | 6,91  |         |
| 4.   | Malaika Mihambo       | Niemcy          | 6,67  | x     | x     | 6,83  | 6,82  | x     | 6,83  |         |
| 5.   | Alina Rotaru-Kottmann | Rumunia         | 6,49  | 6,54  | 6,50  | x     | 6,48  | 6,62  | 6,62  |         |
| 6.   | Annik Kälin           | Szwajcaria      | 6,61  | 6,35  | 6,43  | 6,60  | 6,54  | 6,50  | 6,61  |         |
| 7.   | Khaddi Sagnia         | Szwecja         | x     | 4,50  | 6,57  | x     | x     | 6,57  | 6,57  |         |
| 8.   | Evelise Veiga         | Portugalia      | x     | 5,24  | 6,36  | 6,11  | 6,07  | 6,19  | 6,36  |         |